# استان ابین
 اَبیَن  (به عربی:  محافظة اَبیَن ) نام استانی در کشور یمن در شبه جزیره عربستان است.
 استان ابین  در کرانهٔ اقیانوس هند و در شرق شهرستان عَدَن واقع شده‌است.

## نامگذاری
از چهرهای برجسته و مشهور دوران گذشته این استان می‌توان از:
( اَبیَن بن ذی یقدم بن الصوار بن عبد شمس بن وائل بن الغوث بن جیدان بن قطن بن یعرب بن زهیر بن الهمیع بن حمیر بن سبا) نام برد.
مورخ و تاریخ‌نویس یمنی سده نهم «الحجری» می‌گوبد: به همین جهت این شهرستان اَبیَن  نامگذاری شده‌است.
همچنین مدتی نیز این شهرستان ( اَبیَن عَدَن) نامیده می‌شده‌است.
اکثر جمعیت این استان سنی مذهب شافعی هستند.